# KJ-1 (航空機)
KJ-1（空警一号、空警-1）
中国空軍航空博物館に展示されているKJ-1
- 用途：早期警戒管制機
- 設計者：ボーイング（元となったTu-4の元となったB-29の設計）
- 製造者：ツポレフ（元となったTu-4の製造）
- 運用者： 中国（中国人民解放軍空軍）
- 初飛行：1971年6月10日[1]
- 生産数：1機
- 運用状況：退役

KJ-1（空警1号）は、中華人民共和国の早期警戒機 (AEW&C)。1967年にTu-4を改造して開発し、1971年に初飛行するも1979年に計画中止となった。中国人民解放軍空軍の近代化のために復活の機運も一時はあったものの母体となるTu-4自体の老朽化からその任は後継のKJ-2000が担うこととなった。

## 概要
原型機のASh-73TK 空冷星型18気筒エンジン（離昇出力2,720 hp）4基を、WJ-6ターボプロップエンジン（4,250 shp）4基に換装している。
直径7 m、厚さ2 mのレーダードームを胴体後部上方に備える。捜索半径は200-269 km。
現在は北京の中国空軍航空博物館にて展示されている。

## 性能
- 乗員： 10-12名
- 全長： 30.18 m
- 翼幅： 43.05 m
- 全高： 9.22 m
- 翼面積： 161.7 m2
- 最大速度： 558 km/h
- 離陸滑走距離： 780 m
- 着陸滑走距離： 817 m
- 最大離陸重量： 54,500 kg
- 最大航続距離： 5,100 km

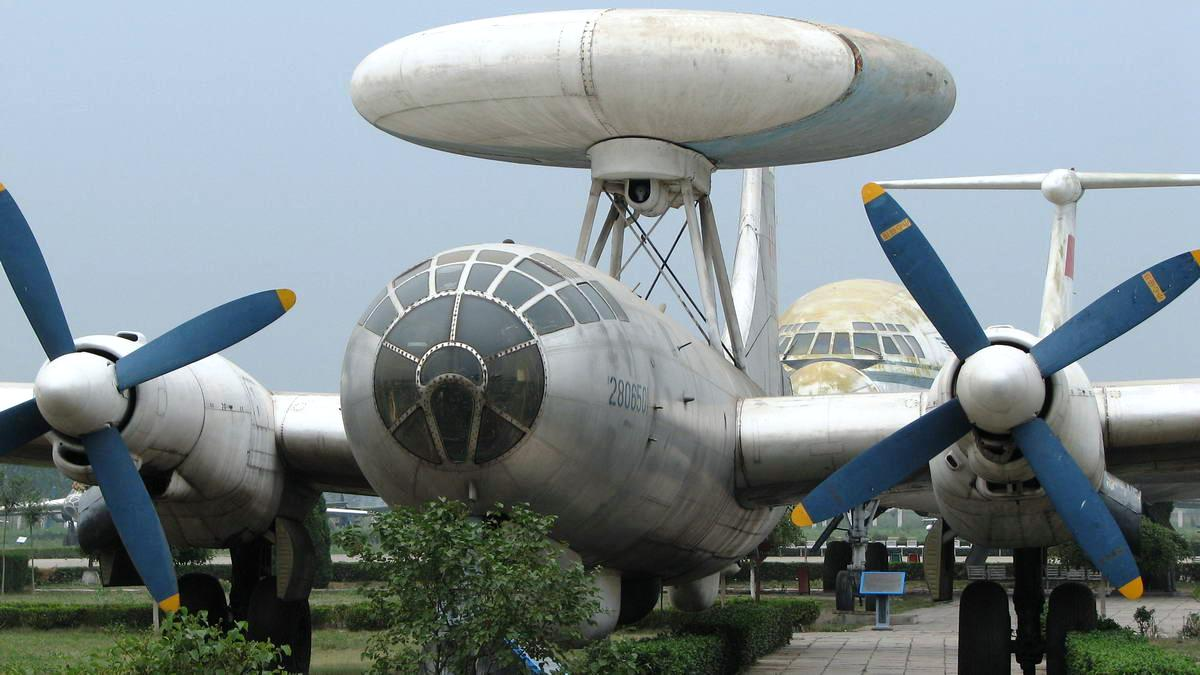
正面に近い角度から

- 発動機： 渦奨6（WJ-6）(en)ターボプロップエンジン（4,250 shp）×4